# لورا لونغاويروفا
لورا لونغاويروفا (من مواليد 30 أغسطس 1995) عارضة أزياء وحاملة لقب ملكة جمال سلوفاكية والتي توجت بلقب مسابقة ملكة جمال سلوفاكيا 2014 وملكة جمال الكون في جمهورية سلوفاكيا 2019. في 25 أغسطس 2019 حيث تنافس اثنا عشر مندوبة على أربعة تيجان وطنية وفرصة للتمثيل في ملكة جمال الكون 2019 و ملكة جمال الأرض 2019. وفي نهاية ليلة التتويج، توجت لورا لونغاويروفا بلقب ملكة جمال الكون سلوفاكيا 2019 وستتوج تمثل الآن سلوفاكيا في ملكة جمال الكون 2019. نجحت وتوجت ملكة جمال الكون سلوفاكيا 2018 باربورا هانوفا. ومثلت بلدها سلوفاكيا في مسابقة ملكة جمال العالم 2014 وستمثل سلوفاكيا أيضًا في مسابقة ملكة جمال العالم 2019.

## روابط خارجية
- ملكة جمال جمهورية سلوفاكيا للكون الموقع الرسمي نسخة محفوظة 20 مارس 2007 على موقع واي باك مشين.
- لورا لونغاويروفا على إنستغرام

| الجوائز و الإنجازات | الجوائز و الإنجازات                   | الجوائز و الإنجازات |
| ------------------- | ------------------------------------- | ------------------- |
| سبقه باربورا هانوفا | ملكة جمال الكون جمهورية سلوفاكيا 2019 | تبعه TBD            |